# Mogens "Nivå" Pedersen
 Der er flere personer med dette navn, se Mogens Pedersen (flertydig).
Mogens "Nivå" Pedersen (født 1951, død 25. december 2020) var en landskendt dansk kriminel, der fik sit tilnavn i forbindelse med et landevejsrøveri mod en pengetransport, som han begik i Nivå i 1971.
Han blev siden dømt eller sigtet flere gange for bl.a. hashsmugling og narkohandel. Blandt andet blev han dømt for hashsmugling i 1995 i Vestre Landsret.  De sidste fængselsdomme var i 2006 og 2015. Mogens Pedersen var fængslet sammenlagt i over 25 år. Han var kendt som flugtkonge, da han flere gange med succes undveg fra fængslet.